# Jassargus recens
Jassargus recens är en insektsart som beskrevs av Logvinenko 1983. Jassargus recens ingår i släktet Jassargus och familjen dvärgstritar. Inga underarter finns listade i Catalogue of Life.